# Digital eXtreme Definition
DXD (ang. Digital eXtreme Definition) – nazwa opracowanego w szwajcarskiej firmie Merging Technologies i zaaprobowanego przez firmy Sony i Philips wielobitowego formatu zapisu dźwięku cyfrowego o bardzo wysokiej częstotliwości próbkowania wynoszącej 352,8 kHz (ośmiokrotnie wyższej niż standardowa dla formatu CD-Audio częstotliwość 44,1 kHz), bazującego na kodowaniu PCM w rozdzielczości 24 bitów.

## Opis
Format DXD został stworzony na potrzeby najwyższej jakości zapisu i zaawansowanej edycji cyfrowego materiału dźwiękowego, który można później przekonwertować na 1-bitowy format Direct Stream Digital (DSD), będący standardem zapisu dźwięku na płytach SACD. Wprowadzenie DXD stało się koniecznością, ponieważ system DSD nie umożliwia żadnej edycji nagranego materiału (z powodu 1-bitowego przetwarzania).